# Малишевский сельсовет
Малишевский сельсовет (бел. Ма́лешаўскі сельсавет) — упразднённая административно-территориальная единица в составе Хойникского района Гомельского округа. Центр — деревня Малишев.

## История
После второго укрупнения БССР с 8 декабря 1926 года сельсовет в составе Хойникского района Речицкого округа БССР.  
С 9 июня 1927 года в составе Гомельского округа. 
30 декабря 1927 года Малишевский сельсовет упразднен, его территория присоединена к Волокскому сельсовету.

## Состав
- Малишев — деревня.